# Ferdinand de Marsin
Ferdinand de Marsin (Liegi, 10 febbraio 1656 – Torino, 9 settembre 1706) è stato un generale e diplomatico francese, fu Maresciallo di Francia.

## Biografia
Fu figlio di Jean-Gaspard-Ferdinand de Marchin, conte di Granville e di Marie de Balzac d'Entragues.
Marsin prestò servizio nell Fiandre e fu ferito durante la battaglia di Fleurus del 1690. Prese parte inoltre alla battaglia di Landen e all'assedio di Charleroi.
Tra il 1701 e il 1702 fu ambasciatore francese in Spagna.
Durante la guerra di successione spagnola prese parte alla battaglia di Luzzara, diventò Maresciallo nel 1703 dopo la battaglia dello Speyerbach.
Nel 1704 fu sconfitto nella battaglia di Blenheim, e ferito mortalmente durante l'assedio di Torino. Imprigionato nella stessa città, morì poco tempo dopo.